# 王子带
王子带（前672年—前635年四月），姓姬，名带，或称叔带、大叔带、大叔。《史記·十二諸侯年表》載「惠王五年，惠后生叔帶」，食邑于甘（今河南原陽縣），谥昭，故又称甘昭公。他是周惠王和陈妫之子，周襄王之異母弟。在东周春秋时代发动叛乱并称王。
惠王的王后陈妫宠爱王子带，想立王子带为太子。但没来得及做这件事就去世了。然而，这已经打破了周王室的安宁。
周惠王二十二年（前655年），霸主齐桓公组织首止之会。鲁僖公、宋桓公、陈宣公、卫文公、郑文公、许僖公和曹昭公参加。会上诸侯会见了周王太子郑（后来的周襄王），目的是通过尊太子而安定周王室。周惠王不满，命郑文公叛齐桓公。导致了齐桓公率领的诸侯军和郑国的战争。
惠王二十四年（前653年）冬，惠王崩。襄王怕王子带争王位，因此不发丧，向齐国告难。齐桓公在襄王元年春（前653年）组织洮之会。参与首止之会的诸侯与会。会上襄王的王位安定后，才为惠王发丧。
襄王四年（前649年）夏，王子带召扬邑、拒邑、泉邑、皋邑戎人以及伊、雒之戎一同讨伐京师，攻入王城，焚烧东门。秦穆公和晋惠公讨伐戎人来救周。戎人退走。次年，襄王为此讨伐王子带。王子带逃到齐国。襄王六年（前647年），齐桓公组织诸侯咸之会。会后诸侯派军队驻守周畿。
襄王十五年（前638年），襄王召王子带回京师。
襄王十八年（前635年），周王室發生了王子帶之亂，後晉文公出兵殺王子帶，並護送襄王回國。